# Dagmara Grad
Dagmara Grad (Miechów, 1 juni 1990) is een Pools voetbalspeelster. Zij speelt als verdediger.
Grad begon in 2005 bij KŚ AZS Wrocław en speelde tussen 2011 en 2014 nog 36 wedstrijden in de Duitse 2. Frauen Bundesliga oor BV Cloppenburg.

## Statistieken
| Seizoen | Club        | Land      | Competitie | Wedstrijden | Doelpunten |
| ------- | ----------- | --------- | ---------- | ----------- | ---------- |
| 2010/11 | Cloppenburg | Duitsland | 2. FRB     | 8           | 0          |
| 2011/12 | Cloppenburg | Duitsland | 2. FRB     | 19          | 1          |
| 2012/13 | Cloppenburg | Duitsland | 2. FRB     | 9           | 0          |
| Totaal  | Totaal      | Totaal    | Totaal     | 36          | 1          |

Laatste update: september 2020

## Interlands
Sinds 2012 speelt Grad voor het Pools vrouwenvoetbalelftal, onder andere in de kwalificatie voor het EK in 2017.